# Џавејл Макги
Џавејл Линди Макги (енгл. JaVale Lindy McGee; Флинт, Мичиген, 19. јануар 1988) амерички је кошаркаш. Игра на позицији центра, а тренутно наступа за Вакерос де Бајамон.

## Каријера
Вашингтон визардси су га изабрали као 18. пика на НБА драфту 2008. године.
Често је био мета у емисији забавног карактера -{Shaqtin' a Fool}- некадашњег НБА играча Шакила О’Нила.
Освојио је шампионски прстен победом Голден Стејт вориорса у финалу НБА лиге 2017. године против Кливленд кавалирса са 4:1 у серији.

## Успеси

### Клупски
- Голден Стејт вориорси:
  - НБА (2): 2016/17, 2017/18.
- Лос Анђелес лејкерси:
  - НБА (1): 2019/20.

### Репрезентативни
- Олимпијске игре:  2020.